# Lohengrin

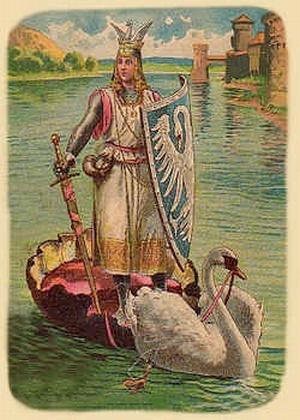
Cartolina raffigurante Lohengrin

Lohengrin è un personaggio letterario del ciclo arturiano, figlio di Parsifal.
Le gesta di Lohengrin si trovano in una leggenda medievale tedesca celebre per aver ispirato l'omonima opera di Wagner. Chiamato il Cavaliere del Cigno, era figlio di Parsifal e Conduiramour. Un giorno Lohengrin è chiamato, in qualità di servitore del Sacro Graal, a difendere la nobile Elsa di Brabante, che diviene poi sua moglie. Elsa è stata ingiustamente accusata di aver ucciso il fratello per potersi insediare al suo posto sul trono del Brabante. Così Lohengrin sfida a duello Friedrich von Telramund, l'accusatore, e lo vince. Lohengrin sposa Elsa dopo averle fatto promettere solennemente di non chiedergli mai il suo nome né la sua provenienza. Infatti Parsifal, prima che Lohengrin partisse per salvare Elsa, gli aveva detto che se ella gli avesse chiesto di svelare la sua identità, questi avrebbe dovuto far ritorno nel suo regno. Ma Elsa, troppo curiosa e piena di timori nell'adempiere alla sua promessa, e per di più malignamente istigata da Ortrud, moglie di Telramund, non sa alfine trattenersi dal fargli la fatale domanda. Lohengrin, allora, la accompagna nella grande sala e, in presenza di tutti i cavalieri e dello stesso re, Enrico l'Uccellatore, le rivela la sua identità. Dopo averle detto il suo nome, le dichiara che ormai è costretto a lasciarla per far ritorno alla Montagna Sacra. Quindi sale su una barca a forma di cigno e scompare.
Lohengrin fa la sua prima apparizione nel Parzival di Wolfram von Eschenbach; in quest'opera egli si mette alla ricerca del Graal, guidato da un cigno. La grafia del nome adottata da Wolfram ha suggerito una possibile identificazione del cavaliere della tradizione germanica con Garin Le Loherain, protagonista di una delle cinque Chansons de geste  dei Lorenesi.
Personaggio molto amato dalla cultura germanica, Lohengrin deve oggi la sua fama soprattutto all'omonima opera lirica di Richard Wagner (1850).